# امتياز إعلامي
الامتياز الإعلامي هي مجموعة من وسائل الإعلام التي فيها عدة أعمال مشتقة أنتجت من العمل الأصلي من وسائل الإعلام (عمل خيالي عادة)، كالفيلم وعمل من الأدب وبرنامج التلفزيون أو لعبة فيديو. الممتلكات الفكرية من العمل يمكن أن تكون مرخصة إلى الحفلات أو الشركات الآخرين لاستغلال تجاري وأعمال إستغلال أكثر، ويمكن إستغلالها عبر مجموعة وسائل والعديد من الصناعات لأغراض الترويج.